# Mario & Luigi: Bowser's Inside Story
Mario & Luigi: Bowser's Inside Story is een rollenspel (RPG) in de serie van Mario & Luigi, in ontwikkeling voor de Nintendo DS in 2009. Het spel wordt ontwikkeld door Alphadream en uitgegeven door Nintendo. De officiële naam van het spel voor het westen spel werd tijdens de E3 van 2009 op 2 juni 2009 bekendgemaakt. Ook wordt de geremasterde versie van de game op 25 Januari 2019 gereleased: Mario & Luigi Bowser's Inside Story + Bowser Jr.'s Journey.
Mario & Luigi: Bowser's Inside Story werd voor het eerst voorgesteld op Nintendo's conference op 2 oktober 2008. Het spel zal t.o.v zijn voorgangers een heleboel nieuwe mogelijkheden bevatten, zoals het besturen van de antagonist: Bowser. Het spel lijkt grafisch erg op zijn voorgangers en ook het gevechtssysteem werd behouden.

## Trivia
- Het spel is opgenomen in het boek 1001 Video Games You Must Play Before You Die van Tony Mott.